# 북위 효무제
위 효무황제 원수(魏 孝武皇帝 元修, 510년 ~ 535년 2월 3일(음력 534년 윤 12월 15일))는 중국 남북조시대 북위의 제14대 황제(재위: 532년 ~ 535년)이다. 자는 효칙(孝則)이다. 위서(魏書)에서 시호는 출황제(出皇帝)로 기록되었다.

## 생애
532년에 고환이 낙양에 들어와 이주씨에 의해 세워진 절민제를 폐위하고 효무제를 세웠다. 이후 고환은 이주씨 일당을 각지에서 격파하여 정권은 그에게로 넘어갔으나 효무제는 이번엔 고환의 전횡을 싫어해 낙양을 탈출해 장안으로 도망쳐 우문태에게 의지하자, 고환은 효정제를 옹립하고 534년 수도를 업으로 옮겼다.
그리고 효무제는 같은 해 우문태에 의해 독살당하였고, 우문태는 문제(文帝)를 즉위시켜 서위(西魏)를 건국하니 이로써 북위는 동서로 분열하게 되었다.

## 기년
| 효무제      | 원년                                            | 2년        | 3년        |
| ----------- | ----------------------------------------------- | ---------- | ---------- |
| 서력 (西曆) | 532년                                           | 533년      | 534년      |
| 간지 (干支) | 임자(壬子)                                      | 계축(癸丑) | 갑인(甲寅) |
| 연호 (年號) | 태창(太昌) 원년 영흥(永興) 원년 영희(永熙) 원년 | 2년        | 3년        |